# Mohammed Mzali
Mohammed Mzali, född 23 december 1925 i Monastir, död 23 juni 2010 i Paris, var en tunisisk politiker. Han var Tunisiens premiärminister 1980–1986.
Mzali blev 1965 medlem av IOK och han var minister i Tunisiens regering i flera år innan han 1980 tillträdde som premiärminister. Han efterträddes 1986 av Rachid Sfar. Mzali avled i juni 2010 efter en lång tids sjukdom.